# Science Based Targets initiative
Die Science Based Targets initiative (SBTi) ist eine gemeinsame Initiative von CDP, dem United Nations Global Compact, dem World Resources Institute (WRI) und dem World Wide Fund for Nature (WWF). Das globale Team besteht aus Mitarbeitern dieser Organisationen. Seit 2015 haben sich über 1000 Unternehmen der Initiative angeschlossen, um ein wissenschaftlich fundiertes Klimaziel festzulegen.

## Organisation
Die SBTi wurde 2015 gegründet, um Unternehmen dabei zu unterstützen, ihre Ziele zur Reduktion von Emissionen nach dem Übereinkommen von Paris auf Basis wissenschaftlicher Erkenntnisse festzulegen.
Die Initiative wird von dem Bezos Earth Fund, der IKEA Foundation, der Laudes Foundation, Bloomberg Philanthropies, Climate Arc – Rockefeller Philanthropy Advisors und der Moore Foundation finanziert.
Im Oktober 2021 entwickelte die SBTi den weltweit ersten Netto-Null-Standard, der den Rahmen für Unternehmen bereitstellt, um wissenschaftlich fundierte Netto-Null-Ziele festzulegen und den globalen Temperaturanstieg über das vorindustrielle Niveau auf 1,5 °C zu begrenzen.
Als bewährte Vorgehensweise für Unternehmen sieht die SBTi die Einführung von Übergangsplänen für die Emissionen der Bereiche 1, 2 und 3 vor, die Festlegung kurzfristiger Meilensteine, die Gewährleistung einer wirksamen Unternehmensführung auf Vorstandsebene und die Verknüpfung der Vergütung der Führungskräfte mit den festgelegten Meilensteinen des Unternehmens.

## Branchenspezifische Leitlinien
Die SBTi hat für unterschiedliche Branchen spezifische Methoden, Rahmenbedingungen und Anforderungen entwickelt. Stand Juni 2024 gibt es Leitlinien für folgende Branchen:
- Aluminiumindustrie (Festlegung des Umfangs)
- Textilindustrie (Final)
- Luftfahrt (in Entwicklung)
- Baubranche (in Entwicklung)
- Chemische Industrie (in Entwicklung)
- Zementindustrie (Final)
- Finanzinstitute (Final)
- Land- und Forstwirtschaft (Final)
- Informations- und Kommunikationstechnik (Final)
- Landverkehr (in Entwicklung)
- Schifffahrt (Final)
- Öl und Gas (in Entwicklung)
- Energiewirtschaft (Final)
- Stahlindustrie (Final)

## Kritik
Im April 2024 veröffentlichte der Aufsichtsrat der SBTi eine Erklärung, in der er seine Absicht darlegte, die Verwendung von Umweltzertifikaten (Environmental Attribute Certificates, EACs) zur Minderung der Emissionsreduktionsziele des Bereichs 3 zuzulassen.
Die SBTi hatte die Verwendung von EACs bisher nicht zugelassen, da es schwierig war, ihre Auswirkungen nachzuverfolgen, zu messen und zu validieren.
Standardisierungsorganisationen, die weder einem Konsensmodell noch den WTO-Prinzipien für die Entwicklung internationaler Standards folgen, sind anfällig für Lobbyarbeit von Konzernen, insbesondere dann, wenn sie auf deren Finanzierung angewiesen sind.
Einer der Geldgeber der SBTi, der Bezos Earth Fund, übte Einfluss auf die Vorstandsmitglieder der SBTi aus, um sie dazu zu bewegen, ihre Haltung zum Thema CO2-Kompensation zu lockern.
Die Erklärung führte zu einem Antwortschreiben, das von verschiedenen Teams innerhalb der SBTi unterzeichnet wurde, und zu Medienspekulationen über die Änderung der Politik.
Das Gegenargument lautete, dass CO2-Kompensationen mit dem Pariser Abkommen unvereinbar seien.
Der im September 2022 eingeführte Leitfaden der SBTi für Land- und Forstwirtschaft ermöglicht es Unternehmen, das Erreichen ihrer Emissionsreduktionsziele durch „Insetting“ zu vereinfachen und bricht damit mit der lange vertretenen Position der SBTi, dass Emissionsreduktionsziele nur durch Emissionsreduktionen erreicht werden sollten.
Insetting ist ein geschäftsorientiertes Konzept und kein in internationalen Normen und Richtlinien wie dem Umweltvokabular der ISO 14050 und den Netto-Null-Richtlinien der IWA 42 definierter Begriff.